# Középső-Urál
A Középső-Urál (oroszul: Средний Урал) az oroszországi Urál hegylánc része. Közigazgatásilag a Permi határterülethez, Baskíriához, a Szverdlovszki- és a Cseljabinszki területhez tartozik. A hegylánc északon az Északi-Urállal, délen a Déli-Urállal folytatódik.

## Földrajz
A Középső-Urál az Északi-Urált lezáró Konzsakovszkij Kameny-hegy és a Déli-Urálhoz tartozó Jurma-hegy között, kb. az 59° és 56° (59°25′ és 55°25′) é. sz. között terül el. Itt a hegylánc észak-déli helyett északnyugat-délkeleti csapásirányt vesz fel. A hegyek általában alacsonyak, kevéssé tagoltak, csak a legkeményebb kristályos kőzetekből állók némelyike tör magasabbra: 
- az Oszljanka (1119 m),
- a Középső-Baszegi (994 m)
- a Kacskanar (878 m).

A többi csúcs a 750 m-t sem éri el, a déli rész pedig különösen alacsony, ami megkönnyítette a közlekedési utak kiépítését az európai és az ázsiai országrész között. Itt vezet át a Perm–Jekatyerinburg vasútvonal 410 m magasságban.
A hegylánc nyugati és keleti előterében sík vagy enyhén dombos térségek és alacsony előhegységek váltakoznak. A nyugati oldalon sokfelé figyelhetők meg karsztos jelenségek, különösen a mészkőből álló Ufai-platón, melynek nagyobb része a Déli-Urálhoz tartozik. Kungur környékén található az Urál legnagyobb barlangja. A hegyvidék keleti oldalának északi részén hatalmas területeket borít mocsár.
Éghajlata kontinentális, hideg téllel és viszonylag meleg nyárral. A januári átlaghőmérséklet csak -16 – -18 °C, a júliusi 16–18 °C. A csapadék évi mennyisége 500–650 mm; a nyugati előhegyekben több, keleten kevesebb. A legtöbb csapadékot a magasabbra emelkedő északi hegyek kapják.

### Vízrajz
Az itt eredő nyugat felé tartó vízfolyások a Káma–Volga, a kelet felé tartók a Tobol–Ob vízrendszeréhez tartoznak. 
- A Kámát tápláló Csuszovaja (592 km) forrásvidéke a keleti oldalon található, de nyugati irányú szurdokvölgyben áttöri magát a hegyeken és a Kámai-víztározóba torkollik. A Középső-Urálban ered legnagyobb mellékfolyója is, az Uszva (266 km).
- A keletre tartó legnagyobb folyók:
  - a Tura (1030 km) és mellékfolyói: a Tagil (414 km), a Pisma (603 km)
  - az Iszety (606 km)

A keleti oldalt általában nagy tósűrűség jellemzi. A hegylábak mentén tektonikus eredetű tavak sora húzódik, mely a Déli-Urálban még hosszabb sávban folytatódik. Az itteni tavak partján épült Ozjorszk (régi nevén Cseljabinszk-40) zárt város. Itt történt 1957-ben az a sokáig eltitkolt atomkatasztrófa, amelynek méretei és káros hatásai csak a csernobiliéhez hasonlíthatók.

### Növényzet
A hegyeket általában jegenye- és lucfenyőből álló, délnyugaton hárssal is kevert összefüggő erdők borítják. A vízválasztótól keletre nagy területeken erdeifenyő nő. Az egész hegyvidéken mindenütt elterjedtek a nyírfaerdők. A nyír sok helyen erdeifenyővel, a Kungur környéki erdős sztyeppen tölgyesekkel keveredik. A 700–800 m magas gerinceken és csúcsokon már csak törpeerdő található, melyet foltokban hegyi rétek szakítanak meg. Az ennél magasabb néhány csúcsot hegyi tundra és kőtörmelék fedi.
A nyugati előhegyeket többnyire sötét-tajga borítja, ezt délen erdős sztyepp váltja fel (Kungur, Krasznoufimszk környéke). A keleti elővidéken az erdős sztyepp egybefüggő sávja körülbelül az 57° é. sz.-ig húzódik, északabbra a hegylábaknál mocsaras tajga terül el.

### Ásványi kincsek, ipar
A Középső-Urál ásványi kincsekben, különösen ércekben rendkívül gazdag, ezt bizonyítja korábban elterjedt neve is, az Érces-Urál. Vasérc-, rézérc-, más színesfémérc- és azbeszttelepeit, aranyát és platináját, drágaköveit a 18. század óta bányásszák, nem ritkán külszíni fejtéssel. Erre és a Déli-Urál bányászatára alapozva épült ki az uráli iparvidék vas- és színesfémkohászata, gép- és vegyipara, jöttek létre nagy ipari központok, mint Jekatyerinburg, Nyizsnyij Tagil, Szerov, Pervouralszk, Revda, Aszbeszt. A lelőhelyek jelentős része azonban már kimerült vagy kimerülőben van, illetve kitermelésük gazdaságtalanná vált. A Középső-Urál nyugati előhegyeiben fekvő kizeli szénmedence bányáit például már mind bezárták. Szén mindig viszonylag kevés volt az iparvidéken, de szerepét az energiaellátásban az Urálon túlról érkező földgáz és kőolaj, valamint a vízi- és az atomenergia (Belojarszkiji atomerőmű Jekatyerinburgtól keletre) helyettesíti.
A nagy nehézipari központok mellett és Ozjorszk-on kívül a Középső-Urálban van további két zárt város is: Novouralszk (Szverdlovszk-44) és Lesznoj (Szverdlovszk-44).

## Természetvédelem
Az ipari tevékenység nagymértékű természetkárosító hatásait két, viszonylag kisebb kiterjedésű természetvédelmi területe hivatott enyhíteni. 
- Viszimi természetvédelmi terület (Viszim településről nevezték el) közvetlenül a jelentős ipari központ, Kirovgrad mellett.
- Baszegi természetvédelmi terület (az azonos nevű hegységben), a Középső-Urál nyugati részén, a  tajga eredeti növénytársulásaival borított hegyekben; legmagasabb pontja meghaladja az 1000 m-t.